# أوفه كارلسون (لاعب كرة قدم)
أوفه كارلسون هو لاعب كرة قدم سويدي، ولد في 2 أغسطس 1915 في مالمو في السويد، وتوفي في 23 مايو 1982 في بلدية سولنا في السويد. شارك مع منتخب السويد لكرة القدم. أما مع النوادي، فقد لعب مع أيك سولنا ونادي مالمو.